# Yeovil Town Football Club
Lo Yeovil Town Football Club, meglio noto come Yeovil Town, è una società calcistica inglese con sede nella città di Yeovil. È stata fondata nel 1895 e milita nella National League, quinto livello del campionato inglese di calcio.

## Storia
Nella stagione 2001-2002 ha vinto per la prima volta nella sua storia il FA Trophy, torneo in cui nelle stagioni 1970-1971 e 1971-1972 era invece stato semifinalista.

## Cronistoria
| Stagione  | Lega            | Liv.Lega | Pos. | Gioc. | V  | P  | S  | GF  | GS | Punti |
| --------- | --------------- | -------- | ---- | ----- | -- | -- | -- | --- | -- | ----- |
| 2019–2020 | National League | 5        | 4    | 37    | 17 | 9  | 11 | 61  | 44 | 60    |
| 2018–2019 | League Two      | 4        | 24   | 46    | 9  | 13 | 24 | 41  | 66 | 40    |
| 2017–2018 | League Two      | 4        | 19   | 46    | 12 | 12 | 22 | 59  | 75 | 48    |
| 2016–2017 | League Two      | 4        | 19   | 46    | 11 | 17 | 18 | 49  | 65 | 50    |
| 2015–2016 | League Two      | 4        | 19   | 46    | 11 | 15 | 20 | 43  | 59 | 48    |
| 2014–2015 | League One      | 3        | 24   | 46    | 10 | 10 | 26 | 36  | 75 | 40    |
| 2013–2014 | Championship    | 2        | 24   | 46    | 8  | 13 | 25 | 44  | 75 | 37    |
| 2012–2013 | League One      | 3        | 4    | 46    | 23 | 8  | 15 | 71  | 56 | 77    |
| 2011–2012 | League One      | 3        | 17   | 46    | 14 | 12 | 20 | 59  | 80 | 54    |
| 2010–2011 | League One      | 3        | 14   | 46    | 16 | 11 | 19 | 56  | 66 | 59    |
| 2009–2010 | League One      | 3        | 15   | 46    | 13 | 14 | 19 | 55  | 59 | 53    |
| 2008–2009 | League One      | 3        | 17   | 46    | 12 | 15 | 19 | 41  | 66 | 51    |
| 2007–2008 | League One      | 3        | 18   | 46    | 14 | 10 | 22 | 38  | 59 | 52    |
| 2006–2007 | League One      | 3        | 5    | 46    | 23 | 10 | 13 | 55  | 39 | 79    |
| 2005–2006 | League One      | 3        | 15   | 46    | 15 | 11 | 20 | 54  | 62 | 56    |
| 2004–2005 | League Two      | 4        | 1    | 46    | 25 | 8  | 13 | 90  | 65 | 83    |
| 2003–2004 | Division Three  | 4        | 8    | 46    | 23 | 5  | 18 | 70  | 57 | 74    |
| 2002–2003 | Conference      | 5        | 1    | 42    | 28 | 11 | 3  | 100 | 37 | 95    |

## Allenatori
- Dave Halliday (1935-1937)
- Billy Kingdon (1938-1946)
- Harry Lowe (1951-1953)
- Alec Stock (1946-1949)
- George Paterson (1949-1951)
- Ike Clarke (1953-1957)
- Norman Dodgin (1957)
- Jimmy Baldwin (1957-1960)
- Basil Hayward (1960-1964)
- Glyn Davies (1964-1965)
- Ron Saunders (1967-1969)
- Cecil Irwin (1972-1975)
- Barry Lloyd (1978-1981)
- Malcolm Allison (1981)
- Ian MacFarlane (1984)
- Graham Roberts (1995-1998)
- David James Webb (2000)
- Gary Johnson (2001-2005)
- Russell Slade (2006-2009)
- Paul Sturrock (2015)

## Palmarès

### Competizioni nazionali
- Campionato inglese di quarta divisione: 1

2004-2005
- FA Trophy: 1

2001-2002
- Conference League: 1

2002-2003
- Southern League: 3

1954-1955, 1963-1964, 1970-1971
- Isthmian League: 2

1987-1988, 1996-1997
- Conference League Cup: 1

1989-1990
- Isthmian Football League Cup: 1

1987-1988

### Competizioni regionali
- Western Football League: 4

1921-1922, 1924-1925, 1929-1930, 1934-1935
- Somerset Premier Cup: 25

1929-1930, 1930-1931, 1932-1933, 1934-1935, 1937-1938, 1938-1939, 1946-1947, 1947-1948, 1949-1950, 1950-1951, 1953-1954, 1954-1955, 1955-1956, 1956-1957, 1961-1962, 1962-1963, 1964-1965, 1968-1969, 1972-1973, 1975-1976, 1978-1979, 1996-1997, 1997-1998, 2004-2005, 2021-2022

### Altri piazzamenti
- Football League One:

Vittoria play-off: 2012-2013
Finalista play-off: 2006-2007
- National League:

Secondo posto: 2000-2001
Terzo posto: 2001-2002
- Southern Football League:

Terzo posto: 1949-1950, 1953-1954, 1955-1956
- Isthmian League:

Secondo posto: 1985-1986, 1986-1987
- English Football League Trophy:

Semifinalista: 2017-2018

## Statistiche e record
- Maggior numero di reti in campionato: Dave Taylor, 285 (1960-1969)
- Record di spettatori: 9 178 vs Bristol City, 31 dicembre 2005 (Football League One)
- Record di spettatori all'Huish Park: 9 348 vs Liverpool, 4 gennaio 2004 (FA Cup, terzo turno)
- Record di spettatori di sempre: 16 318 vs Sunderland, 29 gennaio 1949 (FA Cup, quarto turno)
- Giocatore con più presenze: Len Harris, 691 (1958-72)
- Allenatore con più presenze: Billy Kingdon, 8 anni (1938-46)
- Miglior piazzamento di sempre: 24ª posizione in Football League Championship, 2013/14
- Maggior ingaggio pagato per acquisizione: 250 000 £ Pablo Bastianini, dal Quilmes Atletico, agosto 2005

## Organico

### Rosa 2018-2019
Rosa aggiornata al 2 settembre 2018
| N. |                              | Ruolo | Calciatore         |
| -- | ---------------------------- | ----- | ------------------ |
| 1  | Inghilterra (bandiera)       | P     | Stuart Nelson      |
| 3  | Inghilterra (bandiera)       | D     | Carl Dickinson     |
| 4  | Inghilterra (bandiera)       | D     | Gary Warren        |
| 5  | Uganda (bandiera)            | D     | Bevis Mugabi       |
| 6  | Inghilterra (bandiera)       | D     | Omar Sowunmi       |
| 7  | Antigua e Barbuda (bandiera) | C     | Rhys Browne        |
| 8  | Inghilterra (bandiera)       | A     | Omari Patrick      |
| 9  | Inghilterra (bandiera)       | A     | Alex Fisher        |
| 10 | Inghilterra (bandiera)       | C     | Jake Gray          |
| 11 | Inghilterra (bandiera)       | D     | Jordan Green       |
| 12 | Inghilterra (bandiera)       | P     | Nathan Baxter      |
| 13 | Costa d'Avorio (bandiera)    | A     | François Zoko      |
| 14 | Inghilterra (bandiera)       | C     | Diallang Jaiyesimi |

| N. |                        | Ruolo | Calciatore      |
| -- | ---------------------- | ----- | --------------- |
| 15 | Inghilterra (bandiera) | C     | Gabriel Rogers  |
| 16 | Inghilterra (bandiera) | A     | James Bailey    |
| 17 | Inghilterra (bandiera) | C     | Alex Pattison   |
| 18 | Martinica (bandiera)   | A     | Yoann Arquin    |
| 19 | Inghilterra (bandiera) | A     | Korrey Henry    |
| 20 | Benin (bandiera)       | C     | Sessi D'Almeida |
| 21 | Inghilterra (bandiera) | A     | Wes McDonald    |
| 22 | Inghilterra (bandiera) | C     | Tyrique Clarke  |
| 23 | Galles (bandiera)      | D     | Thomas James    |
| 25 | Inghilterra (bandiera) | P     | Steve Phillips  |
| 27 | Irlanda (bandiera)     | D     | Shaun Donnellan |
| 29 | Lussemburgo (bandiera) | D     | Enes Mahmutovic |
| 30 | Brasile (bandiera)     | C     | Alefe Santos    |

### Rosa 2017-2018
Rosa aggiornata al 2 febbraio 2018
| N. |                              | Ruolo | Calciatore     |
| -- | ---------------------------- | ----- | -------------- |
| 1  | Polonia (bandiera)           | P     | Artur Krysiak  |
| 2  | Galles (bandiera)            | D     | Daniel Alfei   |
| 3  | Giamaica (bandiera)          | D     | Nathan Smith   |
| 4  | Inghilterra (bandiera)       | C     | Jared Bird     |
| 5  | Inghilterra (bandiera)       | D     | Bevis Mugabi   |
| 6  | Inghilterra (bandiera)       | D     | Lewis Wing     |
| 7  | Pakistan (bandiera)          | C     | Otis Khan      |
| 8  | Irlanda (bandiera)           | C     | Connor Smith   |
| 9  | Antigua e Barbuda (bandiera) | A     | Rhys Browne    |
| 10 | Inghilterra (bandiera)       | C     | Jake Gray      |
| 11 | Inghilterra (bandiera)       | D     | Ryan Dickson   |
| 12 | Inghilterra (bandiera)       | P     | Jonny Maddison |
| 13 | Costa d'Avorio (bandiera)    | A     | François Zoko  |

| N. |                        | Ruolo | Calciatore      |
| -- | ---------------------- | ----- | --------------- |
| 14 | Inghilterra (bandiera) | A     | Sam Surridge    |
| 15 | Inghilterra (bandiera) | C     | Jordan Green    |
| 16 | Inghilterra (bandiera) | A     | James Bailey    |
| 17 | Inghilterra (bandiera) | D     | Omar Sowunmi    |
| 18 | Inghilterra (bandiera) | A     | Alex Fisher     |
| 19 | Inghilterra (bandiera) | A     | Marcus Barnes   |
| 20 | Inghilterra (bandiera) | C     | Oscar Gobern    |
| 21 | Inghilterra (bandiera) | A     | Ryan Seager     |
| 22 | Irlanda (bandiera)     | D     | Corey Whelan    |
| 23 | Galles (bandiera)      | D     | Thomas James    |
| 25 | Inghilterra (bandiera) | P     | Stuart Nelson   |
| 27 | Irlanda (bandiera)     | D     | Shaun Donnellan |
| 30 | Brasile (bandiera)     | C     | Alefe Santos    |

### Rosa 2016-2017
Rosa aggiornata al 2 febbraio 2017
| N. |                        | Ruolo | Calciatore     |
| -- | ---------------------- | ----- | -------------- |
| 1  | Polonia (bandiera)     | P     | Artur Krysiak  |
| 2  | Galles (bandiera)      | D     | Liam Shephard  |
| 3  | Giamaica (bandiera)    | D     | Nathan Smith   |
| 4  | Inghilterra (bandiera) | C     | Matthew Dolan  |
| 5  | Inghilterra (bandiera) | D     | Bevis Mugabi   |
| 6  | Inghilterra (bandiera) | D     | Alex Lacey     |
| 7  | Irlanda (bandiera)     | C     | Kevin Dawson   |
| 8  | Galles (bandiera)      | C     | Alex Lawless   |
| 9  | Inghilterra (bandiera) | A     | Tom Eaves      |
| 10 | Pakistan (bandiera)    | C     | Otis Khan      |
| 11 | Inghilterra (bandiera) | D     | Ryan Dickson   |
| 12 | Inghilterra (bandiera) | P     | Jonny Maddison |

| N. |                             | Ruolo | Calciatore            |
| -- | --------------------------- | ----- | --------------------- |
| 13 | Costa d'Avorio (bandiera)   | A     | François Zoko         |
| 16 | Inghilterra (bandiera)      | A     | Jamie Burrows         |
| 17 | Inghilterra (bandiera)      | D     | Omar Sowunmi          |
| 19 | Inghilterra (bandiera)      | A     | Brandon Goodship      |
| 20 | Inghilterra (bandiera)      | C     | Joe Lea               |
| 22 | Irlanda del Nord (bandiera) | A     | Ollie Bassett         |
| 24 | Galles (bandiera)           | C     | Owain Jones           |
| 26 | Inghilterra (bandiera)      | D     | Darren Ward           |
| 28 | Inghilterra (bandiera)      | C     | Ben Whitfield         |
| 31 | Francia (bandiera)          | A     | Jean-Louis Akpa-Akpro |
| 32 | Galles (bandiera)           | D     | Tom James             |

### Rosa 2015-2016
Rosa aggiornata al 27 settembre 2015
| N. |                        | Ruolo | Calciatore           |
| -- | ---------------------- | ----- | -------------------- |
| 1  | Polonia (bandiera)     | P     | Artur Krysiak        |
| 2  | Inghilterra (bandiera) | D     | Ben Tozer            |
| 3  | Giamaica (bandiera)    | D     | Nathan Smith         |
| 4  | Inghilterra (bandiera) | C     | Matthew Dolan        |
| 5  | Inghilterra (bandiera) | D     | Stephen Arthurworrey |
| 6  | Rep. Ceca (bandiera)   | D     | Jakub Sokolík        |
| 7  | Irlanda (bandiera)     | C     | Kevin Dawson         |
| 8  | Scozia (bandiera)      | C     | Marc Laird           |
| 9  | Inghilterra (bandiera) | A     | Ryan Bird            |
| 10 | Inghilterra (bandiera) | A     | Shaun Jeffers        |
| 11 | Inghilterra (bandiera) | D     | Ryan Dickson         |
| 12 | Inghilterra (bandiera) | P     | Chris Weale          |
| 14 | Galles (bandiera)      | C     | Jack Compton         |

| N. |                        | Ruolo | Calciatore     |
| -- | ---------------------- | ----- | -------------- |
| 15 | Inghilterra (bandiera) | C     | Jordan Gibbons |
| 16 | Curaçao (bandiera)     | A     | Jamie Burrows  |
| 17 | Inghilterra (bandiera) | D     | Omar Sowunmi   |
| 18 | Inghilterra (bandiera) | C     | Simon Gillett  |
| 19 | Inghilterra (bandiera) | C     | Iffy Allen     |
| 20 | Inghilterra (bandiera) | C     | Wes Fogden     |
| 21 | Inghilterra (bandiera) | D     | Alex Lacey     |
| 22 | Scozia (bandiera)      | A     | Mark Beck      |
| 23 | Inghilterra (bandiera) | C     | Harry Cornick  |
| 24 | Galles (bandiera)      | D     | Connor Roberts |
| 25 | Inghilterra (bandiera) | C     | Josh Wakefield |
| 26 | Galles (bandiera)      | C     | Jake Howells   |
| 27 | Inghilterra (bandiera) | C     | Max Melanson   |

### Staff tecnico
- Darren Sarll - Allenatore
- Terry Skiverton - Vice Allenatore
- Len Bond - Allenatore Portieri
- Simon Baker - Fisioterapista